# XXVIII Corpo de Exército (Alemanha)
O XXVIII Corpo de Exército foi criado em 20 de Maio de 1940, atuou na Frente Oriental, combatendo o Exército Vermelho durante a Segunda Guerra Mundial.

## Comandantes
| Comandante                                                  | Data                                 |
| ----------------------------------------------------------- | ------------------------------------ |
| General der Infanterie Walter Graf von Brockdorff-Ahlefeldt | (1 Junho 1940 - 20 Junho 1940)       |
| General der Artillerie Peter Weyer                          | (20 Junho 1940 - 26 Outubro 1940)    |
| General der Infanterie Mauritz von Wiktorin                 | (25 Novembro 1940 - 27 Outubro 1941) |
| General der Artillerie Herbert Loch                         | (27 Outubro 1941 - 28 Março 1944)    |
| General der Infanterie Gerhard Matzky                       | (28 Março 1944 - 28 Maio 1944)       |
| General der Infanterie Hans Gollnick                        | (20 Maio 1944 - 8 Maio 1945)         |

## Área de Operações
- Alemanha (Junho 1940 - Junho 1941)[2]
- Frente Oriental, Setor Norte (Junho 1941 - Outubro 1944)
- Bolsão de Kurland  (Outubro 1944 - Maio 1945)

## Serviço de Guerra
| Data         | Exército           | Grupo de Exército | Lugar                          |
| ------------ | ------------------ | ----------------- | ------------------------------ |
| Junho 40     | OKH-Reserve        |                   |                                |
| Julho 40     | 6º Exército        | A                 | Kanalküste                     |
| Agosto 40    | 6º Exército        | B                 | Kanalküste                     |
| Setembro 40  | 6º Exército        | C                 | Kanalküste                     |
| Novembro 40  | 6º Exército        | D                 | Kanalküste                     |
| Janeiro 41   | 6º Exército        | D                 | Kanalküste                     |
| Maio 41      | 16º Exército       | C                 | Leste da Prussia               |
| Junho 41     | 16º Exército       | Nord              | Kowno, Nowgorod                |
| Outubro 41   | 18º Exército       | Nord              | Leningrado                     |
| Januar 42    | 18º Exército       | Nord              | Leningrado, Wolchow            |
| Janeiro 43   | 18º Exército       | Nord              | Wolchow                        |
| Janeiro 44   | 18º Exército       | Nord              | Wolchow, Pleskau               |
| Outubro 44   | 3º Exército Panzer | Mitte             | Kurland, Litauen               |
| Dezembro 44  |                    | Mitte             | Litauen                        |
| Janeiro 45   | 3º Exército Panzer | Mitte             | Prússia Oriental, Memel        |
| Fevereiro 45 |                    | Samland           |                                |
| Abril 45     | z. Vfg.            | OKH               | Prússia Oriental, nach Bautzen |

## Organização
8 de Setembro de 1940
- 14ª Divisão de Infantaria
- 18ª Divisão de Infantaria
- 61ª Divisão de Infantaria
- 56ª Divisão de Infantaria
- 223ª Divisão de Infantaria
- 255ª Divisão de Infantaria
- 256ª Divisão de Infantaria
- SS-Totenkopfverbände

31 de Julho de 1941
- SS-Totenkopfverbände
- 121ª Divisão de Infantaria
- 122ª Divisão de Infantaria

27 de Agosto de 1941
- 121ª Divisão de Infantaria
- 122ª Divisão de Infantaria
- 96ª Divisão de Infantaria (nur 2/3)

3 de Setembro de 1941
- 96ª Divisão de Infantaria
- 121ª Divisão de Infantaria

4 de Dezembro de 1941
- 96ª Divisão de Infantaria
- 1ª Divisão de Infantaria
- 227ª Divisão de Infantaria
- 223ª Divisão de Infantaria
- 291ª Divisão de Infantaria
- 374ª Divisão de Infantaria

2 de Janeiro de 1942
- 269ª Divisão de Infantaria
- 223ª Divisão de Infantaria
- 227ª Divisão de Infantaria
- 1ª Divisão de Infantaria
- 96ª Divisão de Infantaria

24 de Junho de 1942
- 269ª Divisão de Infantaria
- 11ª Divisão de Infantaria
- 21ª Divisão de Infantaria
- 93ª Divisão de Infantaria
- 12ª Divisão Panzer
- 217ª Divisão de Infantaria
- 96ª Divisão de Infantaria
- Parte 5ª Divisão de Montanha

9 de Julho de 1942
- 96ª Divisão de Infantaria
- 217ª Divisão de Infantaria
- 93ª Divisão de Infantaria
- 21ª Divisão de Infantaria
- 11ª Divisão de Infantaria
- 269ª Divisão de Infantaria

14 de Agosto de 1942
- 93ª Divisão de Infantaria
- 96ª Divisão de Infantaria
- 217ª Divisão de Infantaria
- 11ª Divisão de Montanha
- 21ª Divisão de Infantaria
- 11ª Divisão de Infantaria
- 269ª Divisão de Infantaria

14 de Setembro de 1942
- 96ª Divisão de Infantaria
- 217ª Divisão de Infantaria
- 93ª Divisão de Infantaria (Com o 11º Exército)
- 21ª Divisão de Infantaria
- 11ª Divisão de Infantaria
- 269ª Divisão de Infantaria

14 de Outubro de 1942
- 61ª Divisão de Infantaria
- 1ª Divisão de Infantaria
- 291ª Divisão de Infantaria
- 254ª Divisão de Infantaria

14 de Novembro de 1942
- 69ª Divisão de Infantaria
- 121ª Divisão de Infantaria
- 132ª Divisão de Infantaria
- 61ª Divisão de Infantaria
- 11ª Divisão de Infantaria
- 217ª Divisão de Infantaria
- 21ª Divisão de Infantaria

22 de Dezembro de 1942
- 69ª Divisão de Infantaria
- 132ª Divisão de Infantaria
- 61ª Divisão de Infantaria
- 11ª Divisão de Infantaria
- 217ª Divisão de Infantaria
- 21ª Divisão de Infantaria

7 de Julho de 1943
- 96ª Divisão de Infantaria
- 61ª Divisão de Infantaria
- 81ª Divisão de Infantaria
- 12. Luftwaffen-Feld-Division
- 225ª Divisão de Infantaria
- 132ª Divisão de Infantaria

26 de Dezembro de 1943
- 13. Luftwaffen-Feld-Division
- 21ª Divisão de Infantaria
- 96ª Divisão de Infantaria
- 12. Luftwaffen-Feld-Division
- 121ª Divisão de Infantaria

16 de Setembro de 1944
- 31. Grenadier-Division
- 21ª Divisão de Infantaria
- 30ª Divisão de Infantaria
- 61ª Divisão de Infantaria
- 12. Luftwaffen-Feld-Division